# Donald Reed
Ernesto Avila Guillen, noto artisticamente come Donald Reed (Città del Messico, 23 luglio 1901 – Los Angeles, 28 febbraio 1973), è stato un attore messicano.

## Biografia
Nato a Città del Messico, il suo primo film fu il drammatico Any Woman (1925), al fianco di Alice Terry, prodotto dalla Famous Players-Lasky Corporation. Fu accreditato, quindi, come Ernest Gillen. Recitò accanto a Josie Sedgwick in The Best Man (1925) per la Universal Pictures. Inizialmente interpretò ruoli da protagonista, al fianco di attrici come Colleen Moore e Dolores del Río, ma alla fine degli anni venti la sua carriera iniziò a declinare. Gli furono affidati ruoli minori, come nel western The Texan (1930), con protagonista Gary Cooper e in The Man from Monterey (1933), con John Wayne. In alcuni film non venne accreditato, come nel caso di Capriccio spagnolo (1935) e Ramona (1936). Il suo ultimo film fu Mad Youth (1940), in un piccolo ruolo non accreditato.
Reed sposò la vincitrice di un concorso di bellezza, Janet Eastman, e da lei ebbe una figlia.

## Filmografia
- Any Woman (1925)
- The Best Man (1925)
- La sua segretaria (1925)
- The Auction Block (1926)
- Lo studente (1926)
- Convoy (1927)
- Mad Hour  (1928)
- Mark of the Frog (1928)
- L'incrociatore Lafayette (Night Watch), regia di Alexander Korda (1928)
- Evangelina (1929)
- A Real Girl (1929)
- A Most Immoral Lady (1929)
- Little Johnny Jones (1929)
- Hollywood, City of Dreams (1930)
- The Texan (1930)
- Santa (1932)
- The Man from Monterey (1933)
- The Wolf Dog (1933)
- Uncertain Lady (1934)
- The Fighting Marines (1935)
- Capriccio spagnolo (1935)
- Darkest Africa (1936)
- Ramona (1936)
- La lucciola (1937)
- Slaves in Bondage (1937)[1]
- Renfrew of the Royal Mounted (1937)[2]
- Agente K7 (1937)
- Mad Youth (1940) [3]